# Maid
Maid é uma minissérie americana de drama criada por Molly Smith Metzler e inspirada no livro de memórias de Stephanie Land, Maid: Hard Work, Low Pay, and a Mother’s Will to Survive, onde narra sua experiência de jovem mãe que foge de um relacionamento abusivo, sua luta para sustentar a filha, trabalhando como faxineira. A série foi lançada na Netflix em 1 de outubro de 2021.

## Premissa
Alex deixa seu namorado alcoólatra e violento, para morar, com sua filha pequena, em um abrigo para mulheres vítimas de violência doméstica. Em seguida, consegue um trabalho precário como faxineira, por meio da agência Value Maids. A série segue as dificuldades de Alex para criar uma criança, lidando com o ex-namorado abusivo, com sua própria família disfuncional e navegando pela burocracia assistencial do governo americano. Enquanto trabalha como empregada doméstica, ela também sonha com um futuro como escritora. A história se passa perto de Seattle, Washington, com a personagem Alex frequentemente viajando de balsa para a fictícia Fisher Island.

## Elenco

### Principal
- Margaret Qualley como Alexandra "Alex" Russell,[7] uma jovem mãe que deixa o namorado emocionalmente abusivo e foge com a filha Madeleine "Maddy", de  três anos, e sobrevive trabalhando como faxineira.
- Nick Robinson como Sean,[8] o pai da filha de Alex, Maddy
- Anika Noni Rose como Regina,[7] uma cliente rica de Alex
- Tracy Vilar como Yolanda,[7] a chefe de Alex na Value Maids
- Billy Burke como Hank,[7] o pai distante de Alex
- Andie MacDowell como Paula,[7] mãe de Alex

### Recorrente
- Rylea Nevaeh Whittet como Maddy,[7] a filha pequena e animada de Alex e Sean
- Xavier De Guzman como Ethan,[7] o melhor amigo de Sean
- Raymond Ablack como Nate,[7] um conhecido do passado de Alex
- BJ Harrison como Denise,[7] a mulher que dirige o abrigo de violência doméstica

### Participações
- Aimee Carrero como Danielle, uma mulher hospedada no abrigo de violência doméstica com quem Alex faz amizade
- Mozhan Marnò como Tara, advogada de Alex
- Théodore Pellerin como Wayne

## Episódios
| N.º | Título (no Brasil)                   | Dirigido por    | Escrito por                          | Lançamento           |
| --- | ------------------------------------ | --------------- | ------------------------------------ | -------------------- |
| 1 | "Dollar Store" "Imitações baratas"   | John Wells      | Molly Smith Metzler                  | 1 de outubro de 2021 |
| Alexandra (Alex) Russell, uma jovem mãe de Port Hampstead (cidade fictícia de Washington), deixa seu namorado alcoólatra e emocionalmente abusivo, Sean, no meio da noite, levando sua filha, Maddy, de dois anos. Com pouco dinheiro disponível, ela é obrigada passar a noite em seu carro, com a filha. Ao procurar a assistência social do governo, é informada de que precisará comprovar que trabalha, para ter direito a moradia subsidiada. O único trabalho disponível para ela é na Value Maids, uma empresa de limpeza, cuja gerente, Yolanda, aceita Alex imediatamente. A mãe de Alex, Paula, artista plástica que mora num trailer com o namorado, aceita cuidar da pequena Maddy, enquanto Alex pega a balsa para Fisher Island, a fim de cumprir seu primeiro turno de trabalho, na luxuosa casa de Regina, sua primeira cliente. No meio do trabalho, Alex desmaia, por não ter se alimentado desde o dia anterior. Ao retornar de Fisher Island, Alex descobre que Paula devolveu Maddy aos cuidados de Sean. Alex vai até o trailer de Sean e leva Maddy de volta, apesar de ele se opor. A gerente Yolanda telefona para Alex e informa que Regina havia ficado insatisfeita com a limpeza da casa e que Alex teria que voltar para refazer o trabalho. Quando estava a caminho de Fisher Island, com Maddy, Alex precisa parar no acostamento da via, e seu carro acaba sendo abalroado por um outro. Ambas saem ilesas do acidente, mas Alex é multada por parar no acostamento, enquanto seu carro destruído é guinchado pela polícia. Alex então pede a seu pai distante, Hank, que as leve até a estação de embarque, onde ela deverá passar a noite, com Maddy, à espera da próxima balsa. |                                      |                 |                                      |                      |
| 2 | "Ponies" "Pôneis"                    | John Wells      | Molly Smith Metzler                  | 1 de outubro de 2021 |
| Flashbacks mostram Alex conhecendo Sean pela primeira vez enquanto recitava alguns de suas escritas pessoais em um restaurante. No presente, Alex é contatada pelo advogado de Sean, que a informa que Sean entrou com um pedido de recuperação da custódia total de Maddy. A assistente social de Alex aconselha que ela se refugie em um abrigo para violência doméstica nas proximidades. Enquanto está lá, Alex faz amizade com Danielle, uma colega residente. Alex perde seu processo judicial, concedendo a Sean a custódia total de Maddy por 7 dias até que o tribunal se reúna. Danielle descobre que Regina nunca pagou Alex por seu turno de limpeza e a ajuda a roubar o cachorro de Regina para forçar seu pagamento. Regina fica furiosa no início e ameaça chamar a polícia, mas Alex a enfrenta e depois descobre que Regina enviou o pagamento integral. No entanto, ela descobre que Danielle deixou o abrigo para voltar para seu ex; Denise, a dona do abrigo, informa a Alex que a maioria das mulheres só se compromete com a estadia depois de várias tentativas. Em seu diário, Alex relata seu relacionamento com Sean azedando depois que ela escolheu carregar Maddy em vez de fazer um aborto. |                                      |                 |                                      |                      |
| 3 | "Sea Glass" "Vidro do mar"           | Nzingha Stewart | Marcus Gardley                       | 1 de outubro de 2021 |
| Denise apresenta Alex a seu amigo advogado, que avisa que, embora o sistema legal não considere o abuso emocional como violência doméstica, sua reivindicação ainda pode conceder a custódia conjunta de Maddy. Depois de um turno de limpeza particularmente cansativo, Alex encontra Sean bêbado em um bar com amigos e o repreende por sua negligência como pai. Alex tenta obter uma assinatura de sua mãe Paula como uma testemunha de personagem que considera ela adequada para poder ficar com Maddy, mas Paula é desatenta e fixada em sua arte, e as duas eventualmente têm uma discussão amarga. Alex descobre que Sean perdeu um turno de bartender pela primeira vez e o descobre embriagado na praia, recuperando do rompimento de seu relacionamento com Alex. Alex o lembra da responsabilidade de ser pai e o leva para casa; no dia seguinte, Sean decide desistir de seu caso no tribunal e concorda em dividir a custódia de Maddy com Alex. Alex e Maddy chegam à sua nova unidade habitacional subsidiada e descobrem que Paula pintou uma parte do local para elas. |                                      |                 |                                      |                      |
| 4 | "Cashmere" "Caxemira"                | Nzingha Stewart | Rebecca Brunstetter                  | 1 de outubro de 2021 |
| Um ex-conhecido de Alex, Nate, recentemente divorciado e morando em Fisher Island, fornece a ela seu carro; Alex fica grata, mas recusa educadamente os avanços românticos de Nate. No Dia de Ação de Graças, Alex trabalha um turno na casa de Regina enquanto Regina está fora com o marido em uma viagem de fim de semana. Depois que o trabalho é concluído, Alex se regala com o vinho de Regina, experimenta suas roupas e convida um paquera do Tinder, Wayne, para ir à casa, alegando que é dela. No entanto, Regina volta para casa mais cedo naquela noite, sentindo-se miserável depois de ser solicitada o divórcio por seu marido. Regina compartilha com Alex que ela lutou para conseguir engravidar e que ela e seu marido tiveram um filho por meio de uma barriga de aluguel, em uma tentativa de consertar seu casamento fracassado; ela aconselha Alex a não deixar ninguém se aproveitar dela. Alex reflete em seu diário sobre como até mesmo os ricos costumam ser profundamente infelizes. Depois de pegar Maddy aos cuidados de Sean, Alex liga para Wayne para contar a verdade sobre suas circunstâncias. |                                      |                 |                                      |                      |
| 5 | "Thief" "Ladrão"                     | Lila Neugebauer | Colin McKenna                        | 1 de outubro de 2021 |
| Alex luta para pagar a mensalidade da creche de Maddy, e Maddy fica doente devido à exposição ao mofo enquanto fica em uma unidade habitacional subsidiada, que Alex é forçada a desocupar. Com Sean incapaz de cuidar de Maddy em meio a dois turnos de trabalho no bar, Alex relutantemente leva Maddy para a casa de seu pai distante, Hank, que desde então se casou novamente e anseia por ajudar Alex. Enquanto limpava uma casa na floresta que antes pertencia a um infame ladrão local apelidado de "Barefoot Billy/Billy Descalço", Alex fica presa em um forro e sofre um ataque de pânico. Mais tarde, ela descobre que sua mãe desapareceu; enquanto a procura, Alex encontra Danielle, que está com o namorado e finge não reconhecer Alex. Alex intencionalmente reentra no forro da casa de Billy Descalço depois que o trabalho de limpeza é concluído, e lembra que ela e sua mãe fugiram de casa porque Hank abusava fisicamente de Paula. Alex imediatamente retira Maddy da casa de Hank e vai ficar com Paula, que voltou depois de se casar espontaneamente com seu namorado, Basil. |                                      |                 |                                      |                      |
| 6 | "M"                                  | Helen Shaver    | Michelle Denise Jackson              | 1 de outubro de 2021 |
| Alex procura uma nova residência, mas luta para encontrar um proprietário disposto a aceitar um voucher TBRA. Alex se aproxima de Regina enquanto compartilha conselhos de mãe para o filho substituto desta. Depois de testemunhar a negligência da equipe da creche de Maddy, Alex decide encontrar uma creche melhor para Maddy. Nate concorda em ajudar e a coloca em contato com um berçário de Fisher Island, onde Alex descobre que ela será elegível para uma bolsa de estudos com base nas necessidades se ela puder fornecer um comprovante de residência na ilha. Alex finalmente encontra um apartamento em Fisher Island, cujas proprietárias concordam em cobrir metade do aluguel em troca dos serviços de paisagismo de Alex e, adicionalmente, permitir que Alex use a casa para a festa de aniversário de Maddy. No entanto, Alex é forçada a desocupar o apartamento depois que Sean se embriaga na festa e é descoberto na manhã seguinte dormindo em um sofá após ter invadido a sala de estar. Alex e Maddy se mudam temporariamente para a casa de Nate. |                                      |                 |                                      |                      |
| 7 | "String Cheese" "Jogo de interesses" | Helen Shaver    | Rebecca Brunstetter                  | 1 de outubro de 2021 |
| Depois que Yolanda se recusa a dar turnos extras, Alex, a serviço dela mesma, visita uma cliente da Value Maids e oferece uma taxa de limpeza mais barata. Ela descobre que Basil desapareceu com seu trailer e alugou a casa da família de Paula em seu nome, deixando Paula sem-teto; Paula temporariamente se refugia na casa de Nate. Durante o jantar, Nate confidencia seus sentimentos por Alex, mas Alex acredita que sua dinâmica de condições desiguais tornaria um relacionamento insustentável. Sean interrompe, tendo recuperado os papéis da hipoteca de Paula e descobrido que a propriedade que ela possui está sob risco de execução hipotecária. Alex, Sean e Paula rastreiam Basil até um cassino, onde descobrem que ele é um vigarista e viciado em jogos de azar que recentemente perdeu todo o dinheiro da hipoteca de Paula. Paula, de coração partido, descarrega sua raiva em Alex e logo desaparece; Alex e Sean a encontram tentando invadir a casa de sua família e percebem que ela cortou gravemente os pulsos em vidros quebrados. Paula é levada às pressas para o hospital enquanto Sean consola Alex, que ficou traumatizada; os dois voltam para o trailer de Sean e fazem sexo. |                                      |                 |                                      |                      |
| 8 | "Bear Hunt" "Obstáculos"             | Quyen Tran      | Marcus Gardley e Molly Smith Metzler | 1 de outubro de 2021 |
| Nate faz Alex sair de casa depois de saber que ela fez sexo com Sean, mas permite que ela fique com o carro. Alex volta para o trailer de Sean com Maddy e descobre que Sean está aprendendo carpintaria com Hank, que também é o patrocinador de Sean nos AA. Enquanto limpava a casa de Regina, Alex recebe um telefonema da Universidade de Montana informando que ela pode se inscrever novamente para uma antiga bolsa de redação criativa gratuitamente; Alex usa o computador de Regina para enviar uma amostra da escrita de suas entradas de diário como parte da aplicação. Yolanda despede Alex por roubar negócios da Value Maids; Regina, porém, insiste em ficar com os serviços de Alex e oferece a ela turnos semanais e um passe de balsa, que Alex aceita. Alex descobre que Paula recebeu alta dos cuidados psiquiátricos de Basil. Durante o casamento de sua amiga, Alex fica muito feliz ao saber que ela foi aceita para a bolsa de estudos, mas Sean fica furioso porque ela está decidindo se mudar com Maddy sem perguntar a ele. Na manhã seguinte, Alex descobre que Sean devolveu o carro de Nate, efetivamente prendendo-a com ele, fazendo-a começar a chorar de vergonha. |                                      |                 |                                      |                      |
| 9 | "Sky Blue" "Azul-celeste"            | John Wells      | Colin McKenna                        | 1 de outubro de 2021 |
| Alex passa vários dias no trailer de Sean em profunda depressão, enquanto Sean volta a beber. Uma noite, Hank vem jantar; quando Alex tenta se retirar, Sean a força a se juntar à mesa na frente de Hank, que não faz nada para intervir. Logo depois, Sean volta para casa bêbado depois de ser despedido de seu emprego de bartender e quebra um vaso, errando por pouco em Alex. Ela descobre Maddy se escondendo da cena dentro de um armário e decide fugir do trailer a pé, entrando em contato com Regina para deixá-la no abrigo de VD. Denise dá a Alex roupas grátis e um novo celular. Regina, depois de ler o caderno de Alex deixado para trás em um trabalho de limpeza e impressionada com sua habilidade de escrever, configura Alex com uma advogada de família poderosa que pode garantir que ela vá para a faculdade com a custódia de Maddy. Alex ganha um dinheiro considerável limpando as casas de pessoas acumuladoras, se inscreve para obter moradia e ajuda financeira em Missoula e compra um carro novo. Ela entrega os papéis de transferência a Sean, mas Sean se recusa a abrir mão da custódia de Maddy e decide levar o caso ao tribunal. Alex se encontra com sua mãe - agora vendendo arte em um mercado de pulgas com seu novo namorado, Micah - e informa que ela está indo para a faculdade. Ela segue o carro de Paula depois e descobre que Paula é moradora de rua. |                                      |                 |                                      |                      |
| 10 | "Snaps" "Estalos"                    | John Wells      | Molly Smith Metzler                  | 1 de outubro de 2021 |
| A advogada de Alex, Tara, informa que Sean rejeitou o pedido ex parte de Alex para a custódia de Maddy - alegando falta de evidências de abuso - e que se Alex perder o processo judicial, ela não poderá se mudar com Maddy para fora do estado. Alex tem Paula para supervisionar a sessão de visitação de 4 horas de Sean, aprovada pelo tribunal, com Maddy. Ela então visita Hank e pede que ele alegue que testemunhou Sean abusar dela emocionalmente, mas Hank se recusa, demonstrando empatia pelas lutas de Sean com o alcoolismo. Depois de gritar com Maddy e causar-lhe um colapso durante a sessão de visitação, Sean admite a Alex que seu alcoolismo está colocando Maddy em perigo e tornando-o impróprio para ser pai; ele passa a custódia total de Maddy para Alex e desiste do caso no tribunal. Alex pede a Paula que se mude para Montana com ela; Paula concorda, mas desiste no dia seguinte, optando por ficar com Micah e encorajando Alex a buscar seu futuro. Alex e Maddy partem para Missoula, estando finalmente livres. |                                      |                 |                                      |                      |

## Ambientação
A série se passa principalmente na cidade fictícia de Port Hampstead (onde Alex mora), possivelmente inspirada em Port Townsend, onde Stephanie Land viveu. O lugar onde fica a casa de Regina e outras casas que Alex limpa, e onde ela viaja de balsa, estão a fictícia Fisher Island, possivelmente inspirada na Whidbey Island, a viagem de balsa mais próxima de Port Townsend. Todos os lugares, fictícios e reais, estão no estado de Washington.

## Produção

### Desenvolvimento
Em 20 de novembro de 2019, a Netflix deu à produção uma ordem de série inspirada no livro de memórias do The New York Times, Maid: Hard Work, Low Pay, and a Mother's Will to Survive, de Stephanie Land. A série é criada por Molly Smith Metzler, que também é produtora executiva ao lado de John Wells, Erin Jontow, Margot Robbie, Tom Ackerley, Brett Hedblom e Land. As produtoras envolvidas na série são John Wells Productions, LuckyChap Entertainment e Warner Bros. Television Studios. Os diretores da série incluíram Wells, Nzingha Stewart, Lila Neugebauer, Helen Shaver e Quyen "Q" Tran. A série limitada foi lançada em 1º de outubro de 2021.

### Seleção de elenco
Em agosto de 2020, Margaret Qualley e Nick Robinson foram escalados para os papéis principais. Em setembro de 2020, Anika Noni Rose se juntou ao elenco em um papel principal. Em outubro de 2020, Andie MacDowell, Tracy Vilar e Billy Burke se juntaram ao elenco principal. Em novembro de 2020, Xavi de Guzman se juntou ao elenco em um papel recorrente. Aimee Carrero conseguiu o papel de Danielle, que também é sobrevivente de violência doméstica e se torna amiga de Alex, a personagem de Margaret Qualley, no abrigo para mulheres.

### Filmagens
As gravações da série começaram em 28 de setembro de 2020 e terminaram em 4 de abril de 2021 em Vitória, Colúmbia Britânica.

## Recepção

### Resposta da crítica
O site agregador de avaliações Rotten Tomatoes relatou um índice de aprovação de 94% com uma classificação média de 8,2/10, com base em 48 avaliações críticas. O consenso dos críticos do site diz: "Maid toma muito cuidado com sua história sensível para criar um drama que nem sempre é fácil de assistir, mas inegavelmente poderoso, fundamentado em uma excelente performance de Margaret Qualley." O Metacritic, que usa uma média ponderada, atribuiu uma pontuação de 82 em 100 com base em 19 críticos, indicando "aclamação universal".
Kristen Lopez da IndieWire deu um A à série e escreveu: "Precisamos de mais histórias como esta e, sem dúvida, Maid merece toda a aclamação que recebe." Revendo a série para a Rolling Stone, Alan Sepinwall deu uma classificação de quatro de cinco estrelas e disse: "Partes dela são deliberadamente difíceis de digerir, mas a série é surpreendentemente assistível dada a natureza da história, e às vezes até leve e charmosa. Muito disso é um crédito para Qualley, que entrega uma performance de estrela de cinema."
A escritora do livro, Stephanie Land, disse:
 "Escrevi um livro para que as pessoas que lutavam para sobreviver pudessem se ver autenticamente representadas e se sentirem menos sozinhas. Maid, a série da Netflix inspirada no meu livro, continua esse legado de uma forma que me deixa absolutamente impactada." 

### Prêmios e indicações
| Ano  | Prêmio                                 | Categoria                                           | Nomeado(s)                                                                                     | Resultado | Ref.   |
| ---- | -------------------------------------- | --------------------------------------------------- | ---------------------------------------------------------------------------------------------- | --------- | ------ |
| 2021 | 12th Hollywood Music in Media Awards   | Trilha Sonora Original — Série de TV/Série Limitada | Chris Stracey & Este Haim                                                                      | Indicado  | [ 25 ] |
| 2022 | 26th Satellite Awards                  | Melhor Minissérie                                   | Maid                                                                                           | Pendente  | [ 26 ] |
| 2022 | 12th Critics' Choice Television Awards | Melhor Série Limitada                               | Maid                                                                                           | Pendente  | [ 27 ] |
| 2022 | 12th Critics' Choice Television Awards | Melhor Atriz em uma Série Limitada ou Telefilme     | Margaret Qualley                                                                               | Pendente  | [ 27 ] |
| 2022 | Golden Globe Awards                    | Melhor Minissérie ou Telefilme                      | Maid                                                                                           | Indicado  | [ 28 ] |
| 2022 | Golden Globe Awards                    | Melhor Atriz em Minissérie ou Telefilme             | Margaret Qualley                                                                               | Indicado  | [ 28 ] |
| 2022 | Golden Globe Awards                    | Melhor Atriz Coadjuvante em Televisão               | Andie MacDowell                                                                                | Indicado  | [ 28 ] |
| 2022 | 28th Screen Actors Guild Awards        | Melhor Atriz em Minissérie ou Telefilme             | Margaret Qualley                                                                               | Indicado  | [ 29 ] |
| 2022 | 74th Writers Guild of America Awards   | Formato Longo Adaptado                              | Bekah Brunstetter, Marcus Gardley, Michelle Denise Jackson, Colin McKenna, Molly Smith Metzler | Pendente  | [ 30 ] |